# Dejounte Murray
Dejounte Dashaun Murray (Seattle, 19 settembre 1996) è un cestista statunitense, professionista nella NBA con i New Orleans Pelicans.

## Caratteristiche tecniche
Murray è un playmaker abile a rubare palla e che nel corso delle stagioni ha migliorato il suo gioco rendendosi adattabile. Ha raggiunto una precisione nei passaggi notevole, come anche l'efficienza in attacco. Ma è più portato ad attaccare come slasher, che nel tiro da tre.
Si è mostrato abile anche come regista, difensore perimetrale e propenso a segnare triple doppie.

## Carriera

### NBA

#### San Antonio Spurs (2016-2022)
Si rende eleggibile per il Draft NBA 2016, che si svolge al Barclays Center di Brooklyn il 23 giugno, durante il quale viene scelto con la ventinovesima scelta assoluta dai San Antonio Spurs. Il 20 Gennaio 2017 gioca per la prima volta da titolare nella gara vinta in casa per 118-104 contro i Denver Nuggets, giocando 34 minuti e segnando 24 punti (suo career-high), diventando il più giovane giocatore nella storia degli Spurs ad avere segnato 24 punti, battendo il record di Tony Parker. Nei playoffs, a causa di un infortunio accorso proprio a Tony Parker, trova molto spazio, partendo anche titolare. In gara-6 al secondo turno contro gli Houston Rockets (serie vinta per 4-2 dalla sua squadra), gioca 23 minuti in uscita dalla panchina e mette a referto una doppia-doppia con 11 punti e 10 rimbalzi, servendo anche 5 assist e rubando 2 palloni in 23 minuti di utilizzo. Nelle finali di conference gli Spurs vengono sconfitti per 4-0 dai Golden State Warriors futuri campioni.
La stagione successiva Murray trova molto più spazio giocando 81 partite su 82 (di cui 48 nel quintetto base), complice anche l'infortunio di Tony Parker, in stagione regolare e in tutte le cinque partite di play-off in cui i texani vengono nuovamente eliminati al primo turno dai Golden State Warriors. Le buone prestazioni dal punto di vista difensivo gli valgono l'inserimento nell'NBA All-Defensive Second Team, diventando il più giovane giocatore della storia a farne parte.
Il 7 ottobre 2018, durante un'amichevole contro gli Houston Rockets, a seguito di una penetrazione a canestro Murray riporta la rottura del legamento crociato anteriore.

#### Atlanta Hawks (2022-2024)
Il 30 giugno 2022 passa agli Atlanta Hawks, insieme a Jock Landale, per Danilo Gallinari e diverse prime scelte al draft.
 Nonostante numeri discreti, la difficile convivenza con il playmaker e stella della squadra Trae Young porta gli Hawks a molte difficoltà non andando mai oltre al primo turno dei play-off.

#### New Orleans Pelicans (2024-)
Viene scambiato ai New Orleans Pelicans in cambio di: Larry Nance Jr., Dyson Daniels e due scelte al primo giro.

## Statistiche
| * | Primo nella lega |

### NCAA
| Anno      | Squadra            | PG | PT | MP   | TC%  | 3P%  | TL%  | RP  | AP  | PRP | SP  | PP   |
| --------- | ------------------ | -- | -- | ---- | ---- | ---- | ---- | --- | --- | --- | --- | ---- |
| 2015-2016 | Washington Huskies | 34 | 34 | 33,5 | 41,6 | 28,8 | 66,3 | 6,0 | 4,5 | 1,8 | 0,3 | 16,1 |
| Carriera  | Carriera           | 34 | 34 | 33,5 | 41,6 | 28,8 | 66,3 | 6,0 | 4,5 | 1,8 | 0,3 | 16,1 |

#### Massimi in carriera
- Massimo di punti: 34 vs Arizona State (3 febbraio 2016)[17]
- Massimo di rimbalzi: 13 vs Utah (24 gennaio 2016)
- Massimo di assist: 8 (2 volte)
- Massimo di palle rubate: 5 vs California State-Fullerton (6 dicembre 2015)
- Massimo di stoppate: 2 (2 volte)
- Massimo di minuti giocati: 47 vs California-Los Angeles (1º gennaio 2016)

### NBA

#### Regular Season
| Anno      | Squadra           | PG  | PT  | MP   | TC%  | 3P%  | TL%  | RP  | AP  | PRP  | SP  | PP   |
| --------- | ----------------- | --- | --- | ---- | ---- | ---- | ---- | --- | --- | ---- | --- | ---- |
| 2016-2017 | San Antonio Spurs | 38  | 8   | 8,5  | 43,1 | 39,1 | 70,0 | 1,1 | 1,3 | 0,2  | 0,2 | 3,4  |
| 2017-2018 | San Antonio Spurs | 81  | 48  | 21,5 | 44,3 | 26,5 | 70,9 | 5,7 | 2,9 | 1,2  | 0,4 | 8,1  |
| 2019-2020 | San Antonio Spurs | 66  | 58  | 25,6 | 46,2 | 36,9 | 79,8 | 5,8 | 4,1 | 1,7  | 0,3 | 10,9 |
| 2020-2021 | San Antonio Spurs | 67  | 67  | 31,9 | 45,3 | 31,7 | 79,1 | 7,1 | 5,4 | 1,5  | 0,1 | 15,7 |
| 2021-2022 | San Antonio Spurs | 68  | 68  | 34,8 | 46,2 | 32,7 | 79,4 | 8,3 | 9,2 | 2,0* | 0,3 | 21,1 |
| 2022-2023 | Atlanta Hawks     | 74  | 74  | 36,4 | 46,4 | 34,4 | 83,2 | 5,3 | 6,1 | 1,5  | 0,3 | 20,5 |
| 2023-2024 | Atlanta Hawks     | 78  | 78  | 35,7 | 45,9 | 36,3 | 79,4 | 5,3 | 6,4 | 1,4  | 0,3 | 22,5 |
| 2024-2025 | N.O. Pelicans     | 31  | 31  | 32,6 | 39,3 | 29,9 | 82,3 | 6,5 | 7,4 | 2,0  | 0,4 | 17,5 |
| Carriera  | Carriera          | 503 | 432 | 29,3 | 45,3 | 34,0 | 79,0 | 5,8 | 5,4 | 1,5  | 0,3 | 15,5 |
| All-Star  | All-Star          | 1   | 0   | 27,0 | 63,6 | 33,3 | 100  | 5,0 | 5,0 | 0,0  | 1,0 | 17,0 |

#### Play-off
| Anno     | Squadra           | PG | PT | MP   | TC%  | 3P%  | TL%  | RP  | AP  | PRP | SP  | PP   |
| -------- | ----------------- | -- | -- | ---- | ---- | ---- | ---- | --- | --- | --- | --- | ---- |
| 2017     | San Antonio Spurs | 11 | 2  | 15,3 | 37,7 | 0,0  | 68,0 | 2,5 | 2,5 | 1,5 | 0,1 | 5,7  |
| 2018     | San Antonio Spurs | 5  | 5  | 19,2 | 45,2 | 66,7 | 77,8 | 4,2 | 1,8 | 1,0 | 0,4 | 7,8  |
| 2023     | Atlanta Hawks     | 5  | 5  | 38,0 | 44,7 | 37,8 | 100  | 7,2 | 6,8 | 2,0 | 0,2 | 23,0 |
| Carriera | Carriera          | 21 | 12 | 21,6 | 42,6 | 39,1 | 76,7 | 4,0 | 3,3 | 1,5 | 0,2 | 10,3 |

#### Massimi in carriera
- Massimo di punti: 41 vs Portland Trail Blazers (3 marzo 2023)[18]
- Massimo di rimbalzi: 17 vs Washington Wizards (26 aprile 2021)
- Massimo di assist: 15 (2 volte)
- Massimo di palle rubate: 8 vs Golden State Warriors (8 febbraio 2021)
- Massimo di stoppate: 3 (2 volte)
- Massimo di minuti giocati: 51 vs Golden State Warriors (2 gennaio 2023)

### G League
| Anno      | Squadra      | PG | PT | MP   | TC%  | 3P%  | TL%  | RP  | AP  | PRP | SP  | PP   |
| --------- | ------------ | -- | -- | ---- | ---- | ---- | ---- | --- | --- | --- | --- | ---- |
| 2016-2017 | Austin Spurs | 15 | 15 | 35,1 | 44,2 | 15,6 | 70,3 | 7,9 | 6,3 | 2,0 | 0,1 | 17,2 |
| Carriera  | Carriera     | 15 | 15 | 35,1 | 44,2 | 15,6 | 70,3 | 7,9 | 6,3 | 2,0 | 0,1 | 17,2 |

## Palmarès
- NBA All-Defensive Team: 1

Second Team: 2018
- NBA All-Star Game: 1

2022
- Migliore giocatore per palle rubate nella stagione NBA: (2022)